# Влад III Дракула
Влад III або Влад Це́пеш (Дракул, рум. Vlad al III-lea Țepeș, Влад Наштрикувач, Влад Дра́кула рум. Vlad Drăculea — «син дракона» чи «син диявола»; 14 листопада 1431–1476) — волоський князь і воєвода (1448, 1456—1462, 1476 роки), румунський національний герой. Вів непримиренну боротьбу проти османського поневолення Волощини, за що здобув репутацію жорстокого правителя. Сприяв і схвалював розвиток торгівлі та ремесел  — у центральному Державному історичному архіві Львова зберігається його грамота, дарована львівським купцям.

## Походження імені
Прізвисько «Цепеш» («Наштрикувач», від рум. ţeapă — паля) одержав за жорстокість у розправі з ворогами і підданими, яких саджав на палю. Ветеран воєн проти Османської імперії. Резиденція Влада III розташовувалася в Тирговіште. Незважаючи на своє румунізоване прізвисько (від народно-латинського слова dracus («дракон», «диявол»)), сам Дракула народився в Семигороді, який тоді належав Угорському королівству, але був волохом, а не секеєм, як іноді думають. Його батько Влад II Дракул був з роду Басарабів, а мати з молдовського княжого роду Мушатів — княгиня Василіса, дочка господаря Молдавського князівства Олександра «Доброго».
Прізвисько Дракула («син дракона») Влад одержав завдяки членству його батька (з 1431 року) в елітному лицарському ордені Дракона, створеному імператором Сигізмундом І Люксембургом ще в 1408 році. Членам ордену, метою якого було підкорення «невірних» і навернення їх до християнства, дозволено носити на шиї медальйон зі зображенням дракона. Батько Влада III не тільки носив знак ордену — але й карбував його на своїх монетах, зображував на стінах споруджених ним церков.

## Біографія

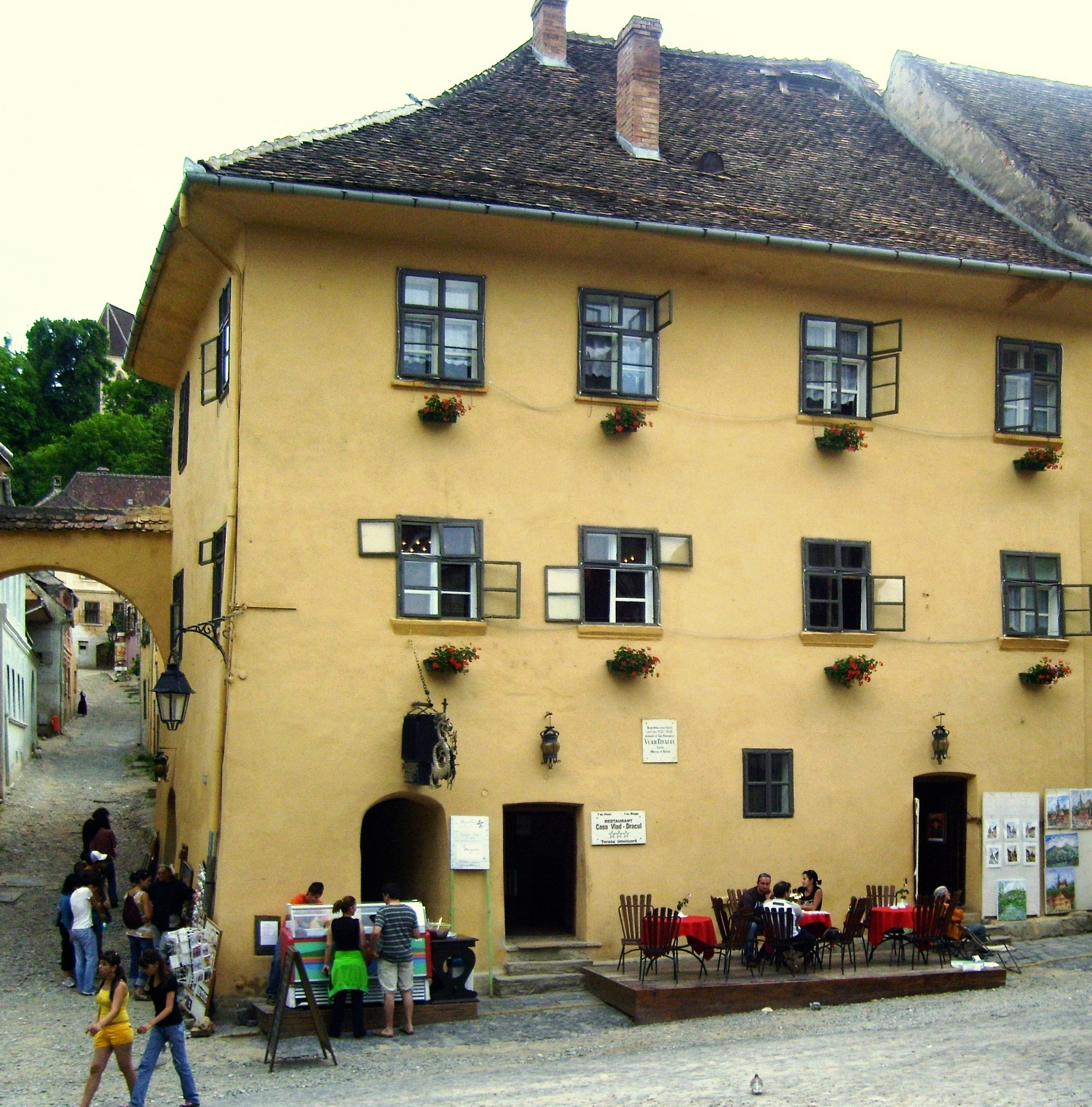
Будинок у Сігішоарі, де народився Влад III Дракул

Народився в Сігішоарі, маленькому містечку Трансильванії, син волоського воєводи Влада II на прізвисько Дракул (Дракон).
У віці 13 років Влад Дракул був свідком розгрому османами волоських, угорських і славонських військ у битві під Варною. Проти османської влади то тут, то там виникали повстання, які вона жорстоко придушувала, але все ж таки ці повстання змушували турків іти на деякі компроміси.
Одним з таких компромісів було збереження державного статусу окремих князівств за умови їх васальної залежності від султана. Кожному встановлювали щорічний податок — Волощина сплачувала своїм ворогам сріблом і лісом. А для того, щоб той чи інший князь ні на хвилину не забував про свої обов'язки щодо повелителя Стамбула, він змушений був відсилати в заручники до султанського двору свого сина. І якщо князь починав виявляти свою непокірність — юнака чекала смерть.
Подібна доля чекала й молодого Влада: разом із кількома юнаками — боснійцями, сербами, угорцями — він провів декілька років у Адріанополі як полонений. Враження, набуті в цей період, стали вирішальними у формуванні характеру майбутнього волоського володаря. Османи були гарними вчителями, а Влад — розумним учнем. Змужніння Влада і перетворення його на лицаря відбулось в Молдовському князівстві під впливом родини з материнського дому Мушатів та православної Молдовської Церкви.
1447 року батька Дракули — Влада Дракулу замордували члени родини Данів, які з допомогою угорського воєводи Яноша Гуняді отримали трон Мультан, та посадили на трон Владислава Дана. Вони тоді ж закопали живцем і старшого брата Влада Дракули — Мірча.
У свої 17 років Влад довідався, що бояри вбили батька і старшого брата. Османи звільнили його і посадили на престол, який він залишив за кілька тижнів через смуту. Цепеш був змушений просити притулку у Молдові, однак через 4 роки, під час молдовської смути, загинув правитель Молдови Богдан II, батько Стефана Великого. Цепеш знову втік — цього разу до Угорщини — чотири роки перебував у Трансильванії поблизу волоських кордонів, де збирав військо з православних добровольців.
У 1456 році став Господарем Волощини за допомогою угорців і волоських бояр. Планомірно проводив політику на захист волоського народу й очищення держави від антисоціальних елементів. На початку правління під владою Цепеша перебувало близько 500 тисяч людей, за 6 років свого правління (1456—1462) не враховуючи жертв, за особистим наказом Цепеша було знищено понад 100 тисяч людей.
На четвертому році князювання Влад перестав виплачувати османам данину. Дітей князь не мав, а тому і не було заручників. Спочатку султан Мехмед II відправив у Волощину каральний загін з тисячі вершників — дати непокірному добру науку і привезти його голову до Стамбулу. Але османи попали у засідку й самі потрапили в полон.
Непокірний князь Влад накликав смертельну небезпеку з боку османів не тільки на Волощину, але і на всіх своїх сусідів, зокрема на багату Трансильванію, яка підтримувала з турками торговельні зв'язки. Розпочалась дипломатична кампанія щодо зміщення Влада з політичної сцени. На престол вирішили посадити одного з фаворитів угорського короля Дана III. У зв'язку з цим стосунки між Угорщиною і Волощиною ускладнились настільки, що грізний князь мав вирушити з військом на північ, у Трансильванію. Трансильванці жорстоко заплатили за свою політику — міста були захоплені, а головні інтригани посаджені на палю.
Покаравши Трансильванію, Влад повернувся додому. Однак те, що не змогла зробити османська зброя, зробило трансильванське золото німців. На кошти кількох торгових будинків був надрукований памфлет, в якому анонімні автори живописали всі «звірства» Влада і вигадані плани Цепеша стосовно Угорського королівства. Публікація справила очікуваний результат. Дії Влада викликали обурення в Європі.
1460 року за договором укладеним в Адріанополі з османами, Влад Дракула віддав Мультани в довічне підданство Османській імперії. Вже в 1461 році він порушив договір і уклав договір з Угорщиною. У цей час Владу належали замки Килія і Білгород, які в 1462 році взяв у облогу Стефан Великий, маючи намір приєднати Мультани до Молдови, в той час коли війною на Букорощ йшов Мехмед II. Султан Мехмед II на противагу сподіванням Стефана Великого, посадив у Мультанах свого ставленика — Раду, молодшого брата Дракули.
У розправі з Цепешем допоміг прикрий випадок. У 1462 році османи знову напали на Волоське князівство. Влад не встиг зібрати військо і потрапив в облогу в замку Поенери. Він зумів вислизнути з фортеці, намагаючись добути підкріплення, але запізнився. Османи захопили замок і повністю зруйнували його. Молода дружина Влада, не бажаючи потрапити в полон, викинулася з башти.
У Влада лишився один шлях до порятунку — на захід, в Угорщину. Проте король Дан зразу ж посадив його у в'язницю. Дванадцять років Влад пробув у полоні. Керуючись політичними міркуваннями, прийняв католицизм. Повіривши у покірність полоненого, король звільнив його і дав згоду на шлюб зі своєю небогою, а також дозволив набрати військо, щоб знову зайняти престол Волощини.
Восени 1476 Влад повернувся на батьківщину на чолі загону угорських найманців. Але війська волоських бояр розгромили його дружину. Волоські бояри вимагали видачі Влада, і угорський король не став його захищати. Дізнавшись, що король погодився видати його, Цепеш утік і, як лицар, загинув у бою. Бояри, знайшовши тіло Дракули, порубали його на шматки і розкидали довкола. Ченці Снагівського монастиря, які пам'ятали щедрість покійного, зібрали рештки тіла й поховали його.

## Політика
Влад III проводив політику планомірного очищення суспільства від «асоціальних елементів». Суд був простим і швидким: волоцюг і злодіїв чекали вогнище або плаха. Це ж чекало і на циган, ненадійних людей та конокрадів. Справедливе покарання наздоганяло кожного, хто робив злочин, незалежно від національності та соціального становища. Чужинець, який загубив на дорозі у Трансильванії гаманця, спокійно міг повернутися наступного дня і знайти його там, де він загубився. Природно, що такий сильний правитель мав безліч ворогів. Тому і ввійшов він в історію під прізвиськом Цепеш, що в перекладі означає «садити на палю». Це був його улюблений метод покарання, з допомогою якого він вершив не тільки внутрішню, а й зовнішню політику.
Проте серед простого люду Влад був популярним — ворогував з боярами і перемагав у боях із ненависними й могутніми ворогами — османами. Його підтримувало також християнське духівництво, як свого вірного захисника.
Влада Цепеша й на сьогодні вважають однією з визначних історичних осіб національного руху Румунії. Румунські історики та літературознавці вважають його жертвою історичної несправедливості. Вони міркують, що з легкої руки романіста Брема Стокера на Цепеша звели наклеп і зганьбили його ім'я перед усім світом.

## Образ у мистецтві

### Літературний образ Влада Дракули
У XIX столітті із легендою про господаря Дракулу познайомився ірландський письменник Брем Стокер. На створення роману надихнула його ця страшна легенда, яку було доповнено матеріалами хронік. У 1897 році він створив пригодницький роман «Дракула».
Образ героя роману — графа Дракули — вже більше століття хвилює читачів. Цікавість до нього не згасає, судячи з численних перевидань цієї книги і з багатьох літературних та кінематографічних варіацій на цю тему. Але мало хто знає про життя справжнього Дракули (Стокер змінив прізвище Дракул на ім'я Дракула), приймаючи за історичні достовірні відомості художній образ, створений письменником та його багатьма послідовниками.

### Кінематограф
Загальна кількість стрічок, сюжет яких так чи інше базувався на легенді про найпопулярнішого у світі вампіра давно сягнула 140. Найперший фільм відзняв ще 1920 року Юрій Іварона. 1979 року за однойменним романом Брема Стокера Джон Бедем зняв фільм «Дракула». 1992 року Френсіс Форд Коппола запропонував свій варіант екранізації книги Стокера, із Вайноною Райдер та Гері Олдменом у головних ролях. Сценарій до цієї стрічки написав Джеймс В. Харт. 
У 1995 році Мел Брукс випустив комедійний фільм «Дракула: Мертвий і задоволений цим», у головних ролях Леслі Нільсен та Мел Брукс. У 2004 році на екрани вийшов американський фільм жахів «Ван Гелсинґ», знятий Стівеном Соммерсом. Стрічка створена у готичному стилі та здобула декілька нагород. У головних ролях знялися Г'ю Джекман та Кейт Бекінсейл. У 2014 році вийшов дебютний фільм Гарі Шора «Дракула. Невідома історія» знятий за мотивами романа Брема Стокера. У головній ролі знявся Люк Еванс.
Влад як історична особа зображений в історичному художньому фільмі «Темний принц: Справжня історія Дракули» 2000 року. Історії боротьби турецького султана Мехмеда II проти Дракули присвячений другий сезон документального серіалу «Розквіт імперій: Османська держава» (2022 рік).

### Музика
Румунський композитор Ґеорґе Думітреску написав оперу, присвячену Владу Цепешу.

### Відеоігри
У відеогрі Zombie Army Trilogy, в замку Адольфа Гітлера Фольтершлосс висять портрети історичних постатей, які прославились своєю жорстокістю. Серед них є і портрет Влада.

## Родина
Дружина — Ілона Жилегай
Діти:
- Михня
- Влад

## Цікаві факти
Ім'ям Дракули названий паразитичний рід грибів Vladracula, що розвивається на листях клену.

## Галерея

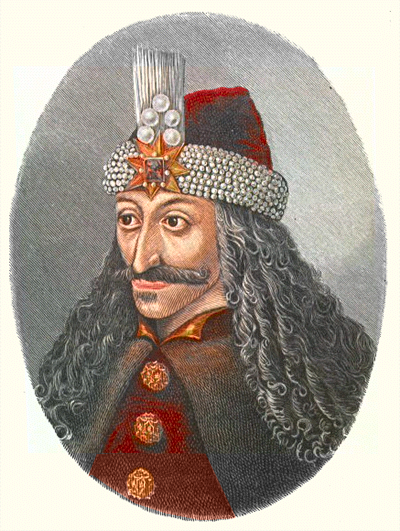
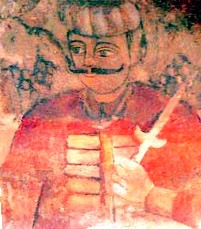
Влад II Дракул, батько Влада III Цепеша
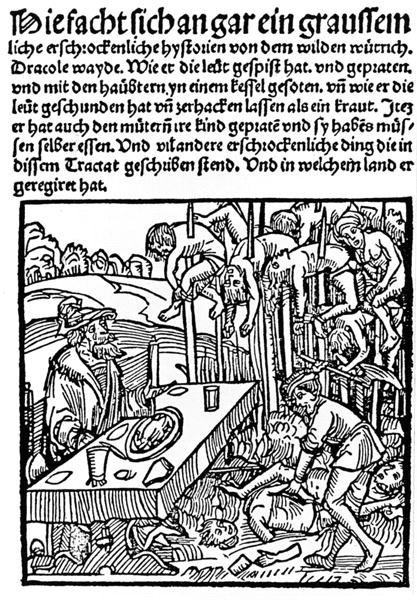
Памфлет, надрукований трансильванськими боярами
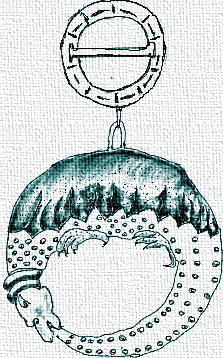
Знак ордена Дракона
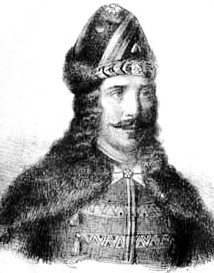
Портрет Влада Дракули XIX століття